# Râul Abruzel
Râul Abruzel este un curs de apă, afluent al râului Abrud.